# Goblin

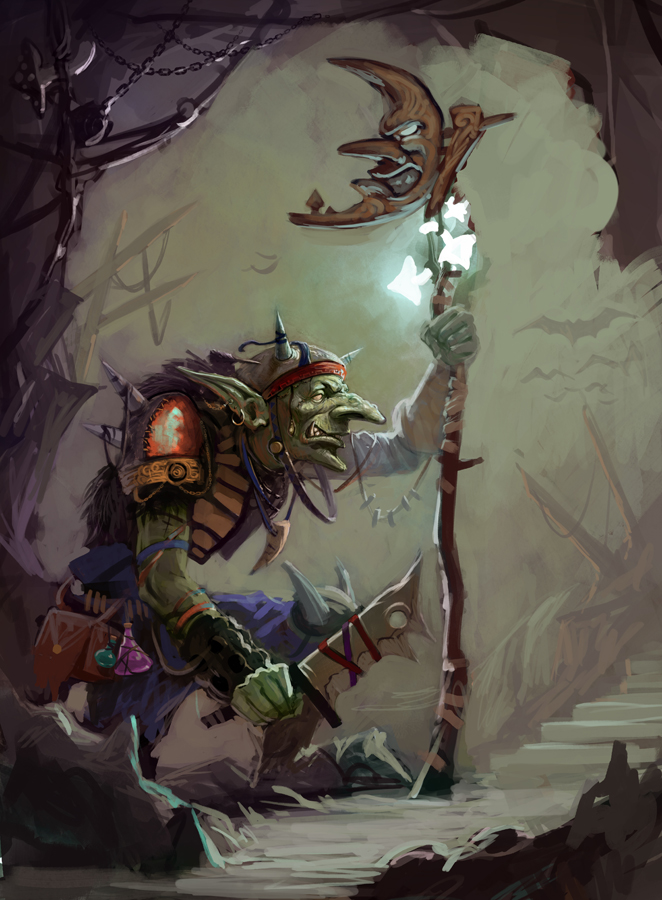
Ejemplo de goblin de Warhammer Fantasy.

El goblin es un monstruo del folclore europeo con múltiples representaciones según cada relato, que podría estar inspirado en fábulas sobre genios y duendes del bosque, de origen germánico. Progresivamente ha ido asumiendo rasgos propios de otras criaturas folclóricas como el trasgu cántabro y asturiano o el kobold germano. Se les suele representar como criaturas pequeñas de color verde con orejas puntiagudas y rasgos demoníacos. Los beguests son goblins con colmillos y garras, mientras que los hobogoblins son una especie de tamaño superior.
Fue adoptado por la fantasía épica que se popularizó con las obras de J.R.R. Tolkien. Estos seres comparten rasgos con los orcos, odian a los elfos y a los humanos y viven para la guerra, pero los goblins son más pequeños e inteligentes que los orcos y a menudo atacan sirviéndose de su ingenio.
La figura se ha popularizado mucho y aparece en los libros de Harry Potter, en la saga de Warhammer o en Dungeons & Dragons, entre otros.